# Geko Ypres Rally 2011
Die Geko Ypres Rally 2011 fand vom 23. bis 25. Juni bei Ypern in Westflandern statt. Die Rallye war der dritte Lauf der Intercontinental Rally Challenge 2011 und zählte außerdem zur Rallye-Europameisterschaft sowie zur Belgischen Rallye-Meisterschaft.

## Hintergrund
Die Geko Ypres Rally führte über asphaltierte Wirtschaftswege bei Ypern in Westflandern. Eröffnet wurde die Veranstaltung mit dem Shakedown am 23. Juni. Für den 24. Juni standen die ersten sechs Wertungsprüfungen auf dem Programm. Am 25. Juni als letzten Tag der Rallye folgten weitere zwölf Wertungsprüfungen. Insgesamt wurden 18 Prüfungen über 287,89 gewertete Kilometer ausgetragen. Die Gesamtdistanz einschließlich Verbindungsetappen betrug 649,87 Kilometer.
Die Rallye wies ein stark besetztes Fahrerfeld auf. 116 Teams waren gemeldet, darunter 28 Super-2000-Autos in der Wertung der IRC. Als größter Favorit auf den Sieg galt der Belgier Freddy Loix, der die Rallye bereits sechs Mal zuvor für sich entschieden hatte. Unter anderem gab der Deutsche Felix Herbold sein Debüt bei einem Lauf der IRC. Der Führende der Meisterschaft, Juho Hänninen, pausierte hingegen bei der Geko Ypres Rally.

## Verlauf
Bereits beim Shake down hatte der Škoda-Werksfahrer Jan Kopecký einen schweren Unfall. Da bei seinem Beifahrer Petr Starý anschließend ein gebrochenes Schlüsselbein festgestellt wurde, verzichtete das Team auf den Start.
Auf WP1 musste Thierry Neuville sein Fahrzeug mit beschädigter Radaufhängung abstellen. Auch für Andreas Mikkelsen war die Rallye bereits gelaufen, nachdem er sein Fahrzeug in einen Graben gesetzt hatte. Der Škoda-Pilot Freddy Loix legte bei seinem Heimspiel hingegen ein hohes Tempo vor. Er konnte sich von Guy Wilks, seinem engsten Verfolger, mit Bestzeiten immer weiter absetzen. Am ersten Tag gewann Loix alle sechs Wertungsprüfungen und hatte am Tagesende bereits einen Vorsprung von 36,7 Sekunden auf Wilks. Um den dritten Platz lieferten sich Pieter Tsjoen und Bryan Bouffier ein enges Duell, wobei beide aber bereits fast eine Minute Rückstand auf die Spitze hatten.
Am zweiten Tag kontrollierte Freddy Loix problemlos seinen Vorsprung. Unterdessen verlor Guy Wilks auf feuchter Piste weiter an Boden. Einen Rückschlag erlitt Wilks auf WP10, als ihn zwei Reifenschäden bis auf Rang zehn zurückwarfen. Dadurch rückte Bryan Bouffier auf Platz zwei vor, der aber bereits einen zu großen Rückstand hatte, um den Sieg von Loix noch gefährden zu können. Auf WP11 wurde der bisher drittplatzierte Pieter Tsjoen aus der Rallye geworfen, da sein Peugeot Kühlflüssigkeit verlor. Um den dritten Platz kämpften nun Hans Weijs junior und Bernd Casier. Auf WP15 musste Casier allerdings mit Problemen an der Servolenkung seines Škoda aufgeben. Der nach dem Superally-Reglement am zweiten Tag wieder gestartete Andreas Mikkelsen fuhr gegen Ende der Rallye noch einige Bestzeiten, spielte in der Gesamtwertung aber keine Rolle mehr.
Schließlich siegte Freddy Loix mit 1:41,6 Minuten Vorsprung auf Bryan Bouffier. Bouffier wurde allerdings nachträglich wegen nichthomologierter Teile an der Lenkung seines Peugeot disqualifiziert. Alle zunächst hinter ihm platzierten Teilnehmer rückten dadurch um einen Platz auf. Zweiter wurde somit Hans Weijs junior mit 3:56,9 Minuten Rückstand auf Loix. Hinter dem drittplatzierten Michał Sołowow folgte Guy Wilks, der sich mit einer Aufholjagd noch bis auf Platz vier vorarbeitete. Felix Herbold beendete die Rallye auf Rang 21 in der Wertung der IRC, nachdem er von zwei Reifenschäden zurückgeworfen wurde. Insgesamt wurden 55 Fahrzeuge gewertet, davon 54 in der Wertung der IRC. Mit seinem Sieg übernahm Loix die Führung in der Meisterschaft.

## Ergebnisse der IRC

### Gesamtwertung
| Pos. | Fahrer              | Beifahrer         | Fahrzeug                  | Gesamtzeit | Rückstand | Punkte |
| ---- | ------------------- | ----------------- | ------------------------- | ---------- | --------- | ------ |
| 1    | Freddy Loix         | Frédéric Miclotte | Škoda Fabia S2000         | 2:40:03,9  |           | 25     |
| DSQ  | Bryan Bouffier      | Xavier Panseri    | Peugeot 207 S2000         | 2:41:45,5  | 1:41,6    | –      |
| 2    | Hans Weijs junior   | Bjorn Degandt     | Škoda Fabia S2000         | 2:44:00,8  | 3:56,9    | 18     |
| 3    | Michał Sołowow      | Maciej Baran      | Ford Fiesta S2000         | 2:46:10,7  | 6:06,8    | 15     |
| 4    | Guy Wilks           | Phil Pugh         | Peugeot 207 S2000         | 2:46:37,7  | 6:33,8    | 12     |
| 5    | Karl Kruuda         | Martin Järveoja   | Škoda Fabia S2000         | 2:46:44,5  | 6:40,6    | 10     |
| 6    | Toni Gardemeister   | Tapio Suominen    | Škoda Fabia S2000         | 2:47:01,3  | 6:57,4    | 8      |
| 7    | Luca Rossetti       | Matteo Chiarcossi | Abarth Grande Punto S2000 | 2:47:28,9  | 7:25,0    | 6      |
| 8    | Bernhard ten Brinke | Davy Thierie      | Škoda Fabia S2000         | 2:47:41,2  | 7:37,3    | 4      |
| 9    | Robert Barrable     | Damien Connolly   | Škoda Fabia S2000         | 2:47:57,7  | 7:53,8    | 2      |
| 10   | Julien Maurin       | Olivier Ural      | Ford Fiesta S2000         | 2:49:41,9  | 9:38,0    | 1      |

### Wertungsprüfungen
| Tag              | WP   | Uhrzeit | Name                 | Länge    | Sieger            | Zeit    | Ø-Tempo     | Gesamtführender |
| ---------------- | ---- | ------- | -------------------- | -------- | ----------------- | ------- | ----------- | --------------- |
| Tag 1 (24. Juni) | SS1  | 16:49   | Dikkebus–Westouter 1 | 14,30 km | Freddy Loix       | 7:53,0  | 108,84 km/h | Freddy Loix     |
| Tag 1 (24. Juni) | SS2  | 17:36   | Mesen–Sauvegarde 1   | 14,75 km | Freddy Loix       | 8:02,5  | 110,05 km/h | Freddy Loix     |
| Tag 1 (24. Juni) | SS3  | 18:15   | Langemark 1          | 18,84 km | Freddy Loix       | 9:44,2  | 116,10 km/h | Freddy Loix     |
| Tag 1 (24. Juni) | SS4  | 20:10   | Dikkebus–Westouter 2 | 14,30 km | Freddy Loix       | 7:52,0  | 109,07 km/h | Freddy Loix     |
| Tag 1 (24. Juni) | SS5  | 20:57   | Mesen–Sauvegarde 2   | 14,75 km | Freddy Loix       | 7:54,1  | 112,00 km/h | Freddy Loix     |
| Tag 1 (24. Juni) | SS6  | 21:36   | Langemark 2          | 18,84 km | Freddy Loix       | 9:45,3  | 115,88 km/h | Freddy Loix     |
| Tag 2 (25. Juni) | SS7  | 11:18   | Proven–Vleteren 1    | 14,76 km | Guy Wilks         | 8:24,8  | 105,26 km/h | Freddy Loix     |
| Tag 2 (25. Juni) | SS8  | 11:40   | Watou 1              | 12,33 km | Freddy Loix       | 7:05,5  | 104,32 km/h | Freddy Loix     |
| Tag 2 (25. Juni) | SS9  | 12:16   | Heuvelland 1         | 24,74 km | Freddy Loix       | 13:50,3 | 107,27 km/h | Freddy Loix     |
| Tag 2 (25. Juni) | SS10 | 14:03   | Hollebeke 1          | 28,82 km | Freddy Loix       | 16:20,3 | 105,84 km/h | Freddy Loix     |
| Tag 2 (25. Juni) | SS11 | 15:06   | Lille–Eurométropole  | 8,47 km  | Bryan Bouffier    | 4:30,9  | 112,56 km/h | Freddy Loix     |
| Tag 2 (25. Juni) | SS12 | 15:38   | Show Wasquehal       | 1,88 km  | Andreas Mikkelsen | 1:17,3  | 87,55 km/h  | Freddy Loix     |
| Tag 2 (25. Juni) | SS13 | 16:41   | Kemmelberg 1         | 10,23 km | Bryan Bouffier    | 5:58,4  | 102,76 km/h | Freddy Loix     |
| Tag 2 (25. Juni) | SS14 | 18:27   | Proven–Vleteren 2    | 14,76 km | Guy Wilks         | 8:11,2  | 108,18 km/h | Freddy Loix     |
| Tag 2 (25. Juni) | SS15 | 18:49   | Watou 2              | 12,33 km | Andreas Mikkelsen | 6:53,4  | 107,37 km/h | Freddy Loix     |
| Tag 2 (25. Juni) | SS16 | 19:25   | Heuvelland 2         | 24,74 km | Andreas Mikkelsen | 13:14,4 | 112,11 km/h | Freddy Loix     |
| Tag 2 (25. Juni) | SS17 | 21:12   | Hollebeke 2          | 28,82 km | Andreas Mikkelsen | 16:19,5 | 105,92 km/h | Freddy Loix     |
| Tag 2 (25. Juni) | SS18 | 21:56   | Kemmelberg 2         | 10,23 km | Guy Wilks         | 6:08,1  | 100,05 km/h | Freddy Loix     |